# Sokushinbutsu

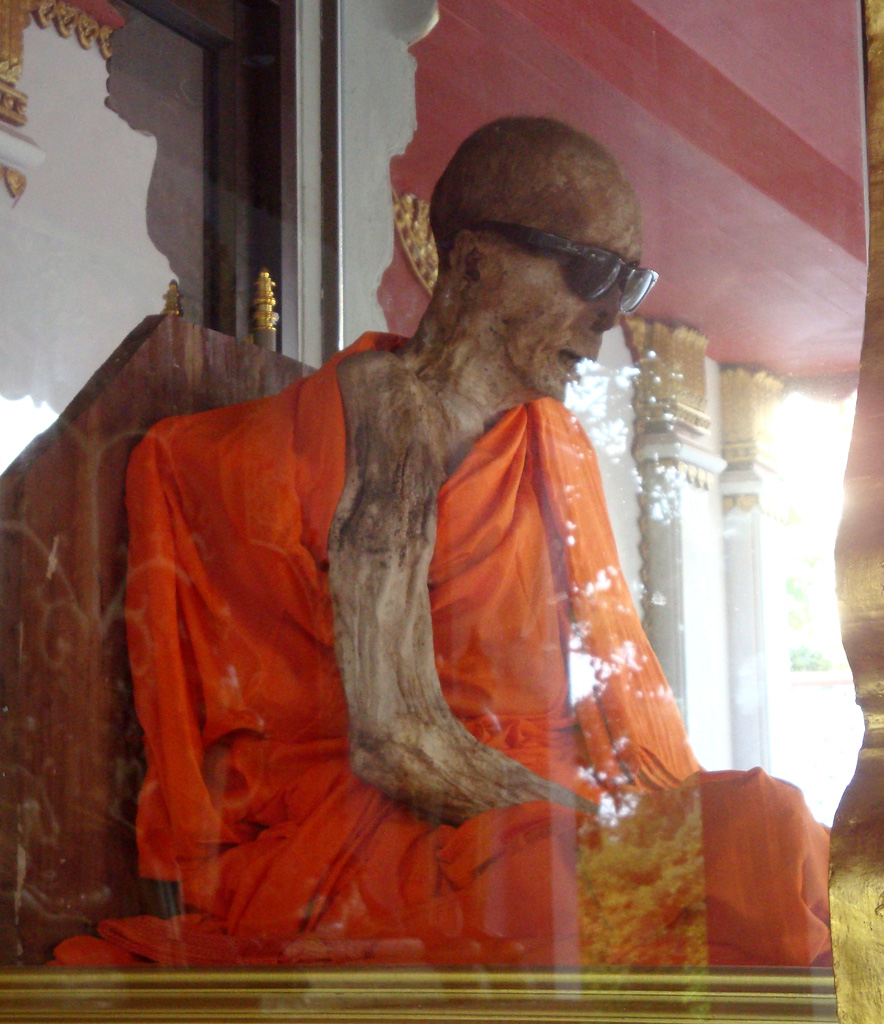
Luang Pho Daeng, Sokushinbutsu del monjes budista, Ko Samui, Tailandia del sur.

Los Sokushinbutsu (即身仏, literalmente, "consecución de la budeidad en vida") es un tipo de momia budista, se refiere a la práctica de los monjes budistas que cumplen con el ascetismo hasta el punto de morir y entran en la momificación mientras están vivos, en el cual su cuerpo físico alcanza la incorruptibilidad cadavérica. Se les ve en diversos países budistas, pero, por lo general, se usa el término japonés "Sokushinbutsu".
Se cree que muchos cientos de monjes lo intentaron, pero hasta la fecha, solo se han descubierto 24 de esas momificaciones. Hay una sugerencia común de que el fundador de la escuela Shingon, Kukai, trajo esta práctica de la Dinastía Tang (China), como parte de prácticas tántricas secretas que aprendió y que luego se perdieron en China.

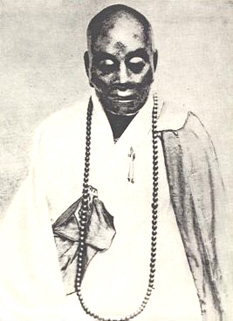
Sokushinbutsu (momia) de Huineng, en Shaoguan, Guangdong, China.

El proceso sería equivalente o similar al estado obtenido sin un proceso de momificación a través de la práctica del Phowa (Práctica de la muerte consciente", o "Transferencia de la conciencia al momento de la muerte") descrita en los Seis yogas de Naropa; en la cual posteriormente al estado de incorruptibilidad del cuerpo, se produce el proceso de "disminución" del cuerpo físico hasta desaparecer.

## Origen
Existe al menos un cadáver de 550 años "auto-momificado": el de un monje budista llamado Sangha Tenzin en una región del norte de la India del Himalaya, visible en un templo en la aldea de Gue, Spiti, Himachal Pradesh. Esta momia fue redescubierta en 1975 cuando la antigua estupa que la conserva se derrumbó y se estima que es de aproximadamente el siglo XIV, mucho después de que el gobierno islámico llegara a la India y el budismo prácticamente desapareciera allí. El monje probablemente era un practicante tibetano de dzogpa-chenpo y se han encontrado momias similares en el Tíbet y el este de Asia. La preservación de la momia durante al menos 5 siglos fue posible debido a la aridez del área y al clima frío.
Según Paul Williams, las prácticas ascéticas Sokushinbutsu de Shugendō probablemente fueron inspiradas por Kūkai, el fundador del budismo Shingon, quien terminó su vida reduciendo y luego deteniendo la ingesta de alimentos y agua, mientras continuaba meditando y cantando mantras budistas. Las prácticas ascéticas de auto-momificación también se registran en China, pero están asociadas con la tradición Chan (budismo zen) allí. También se conocen prácticas ascéticas alternativas similares a Sokushinbutsu, como la práctica de autoinmolación pública (auto cremación) en China, como la del Templo Fayuen 396 CE y muchos más en los siglos que siguieron. Esto se consideró como evidencia de un bodhisattva renunciante.

## Registro de Sokushinbutsu
Un registro detallado permanece en Japón, fueron monjes budistas de la forma del budismo Shugendō que, de forma diseminada en el norte de Japón (principalmente, la prefectura de Yamagata) y durante el siglo XV, se provocaban la muerte lentamente, de forma tal que sus cadáveres se conservaran momificados y así consiguieran el estado de iluminación y se convirtieran en Budas. Aunque fueron cientos los monjes que intentaron automomificarse, solo se han descubierto unos 16-24 hasta la fecha. Vale decir que la técnica está extinta actualmente y que ningún monasterio ni ningún grupo budista la sigue practicando.
Por un período de 1000 días (algo menos de tres años), estos monjes se sometían a un muy estricto régimen de entrenamiento físico y dieta, consistente únicamente en frutos secos y semillas. Todo esto era para deshacerse de su grasa corporal. Luego, por otros 1000 días tomaban un té venenoso, elaborado a partir del árbol urushi. El veneno provocaba el vómito, con la consiguiente pérdida de fluidos corporales, y además conseguía que, tras la muerte, los gusanos no corrompieran el cuerpo.[cita requerida]
Para terminar el proceso, el monje se colocaba en una tumba solo un poco más grande que su cuerpo, entonaba cantos y permanecía en la posición del loto hasta su muerte. Sus únicas conexiones con el mundo exterior eran una campana y una caña para respirar. Cada día, si la campana sonaba, el monje indicaba que aún vivía. El día que la campana dejaba de sonar se retiraba la caña de respiración y se sellaba la cripta. Los monjes esperaban 1000 días adicionales, después de los cuales abrían la tumba para verificar si la momificación había tenido éxito.
Si el cuerpo se había corrompido, el monje era enterrado con honores especiales. En cambio, si la momificación había resultado exitosa, se le colocaba en un templo y se le consideraba un Buda.

## Japón
Una versión del budismo que habita en las montañas llamada Shugendō surgió en Japón como un sincretismo entre Vajrayana, Shinto y Taoísmo en el siglo VII, que enfatizó las prácticas ascéticas. Esta tradición continuó durante el período Edo. Una de sus prácticas ascéticas fue Sokushinbutsu (o Sokushin jobutsu ), que connota austeridades de las montañas para alcanzar la naturaleza de Buda en el cuerpo. Esta práctica se perfeccionó durante un período de tiempo, particularmente en la región de las Tres Montañas de Dewa en Japón, es decir: las montañas Haguro, Gassan y Yudono. Estas montañas siguen siendo sagradas en la tradición Shugendō hasta el día de hoy, y las austeridades ascéticas continúan realizándose en los valles y la cordillera de esta área.
En el Japón medieval, esta tradición desarrolló un proceso para Sokushinbutsu , que un monje completó durante aproximadamente 3.000 días a diez años.  Implicaba una dieta estricta llamada mokujikigyo (literalmente, "comer un árbol").  La dieta se abstuvo de los cereales y se basó en agujas de pino, resinas y semillas que se encuentran en las montañas, lo que eliminaría toda la grasa del cuerpo.  Las tasas crecientes de ayuno y meditación conducirían al hambre. Los monjes reducirían lentamente y luego detendrían la ingesta de líquidos, deshidratando así el cuerpo y reduciendo todos los órganos.  Los monjes morirían en un estado de jhana (meditación) mientras cantaban nenbutsu (un mantra sobre Buda), y su cuerpo se conservaría naturalmente como una momia con la piel y los dientes intactos sin caries y sin la necesidad de conservantes artificiales.  Se han encontrado muchas momias budistas de Sokushinbutsu en el norte de Japón y se estima que tienen siglos de antigüedad, mientras que los textos sugieren que cientos de estos casos están enterrados en las estupas y montañas de Japón.  Estas momias han sido veneradas y veneradas por los laicos del budismo.
Uno de los altares en el templo Honmyō-ji de la prefectura de Yamagata continúa preservando una de las momias más antiguas, la del asceta sokushinbutsu llamada Honmyōkai.  Este proceso de auto-momificación se practicó principalmente en Yamagata, en el norte de Japón, entre los siglos XI y XIX, por miembros de la escuela japonesa de budismo Vajrayana llamada Shingon ("Palabra Verdadera"). Los practicantes de sokushinbutsu no vieron esta práctica como un acto de suicidio, sino más bien como una forma de mayor iluminación .